# Murra
Murra est une municipalité nicaraguayenne du département de Nueva Segovia au Nicaragua.